# Irma Leoni
Irma Leoni, egentligen Irma Leontina Löfgren, senare gift Hellström, född 11 januari 1903 i Stockholm, död 11 februari 2002 i Norrtälje, var en svensk revyskådespelare och sångare.
Leoni började på Kungliga Operans balettskola 1913 och debuterade som revyartist 1920. Hon medverkade vid olika uppsättningar vid Södran och Folkets hus-teatern. När hon gifte sig 1935 avslutade hon karriären. 

## Filmografi
- 1923 – Gamla gatans karneval
- 1933 – Halta Lena och vindögde Per

## Teater

### Roller
| År   | Roll                        | Produktion                                                             | Regi                      | Teater                            |
| ---- | --------------------------- | ---------------------------------------------------------------------- | ------------------------- | --------------------------------- |
| 1920 | Medverkande                 | På ärans höjder, revy Max Lander och Max Roland                        | Carl Engström             | Pallas-Teatern                    |
| 1920 | Medverkande                 | När katten är borta, revy Doktor Bartholo & Co                         | Carl Engström             | Pallas-Teatern                    |
| 1921 | Medverkande                 | Alexander den lille - eller låna mej en svärmor, revy Svasse Bergqvist |                           | Pallas-Teatern                    |
| 1923 | Wera, mannekäng Miles Sally | Kusinen från Amörika eller De' va' småpotatis, revy Gideon Wahlberg    | Adolf Rangstedt           | Södermalmsteatern/ Pallas-Teatern |
| 1925 | Medverkande                 | Ping-Pong!, revy Svasse Bergqvist och Karl-Ewert                       |                           | Mosebacke revyteater              |
| 1927 | Medverkande                 | Ta trapporna, revy Björn Hodell och John Botvid                        |                           | Folkets hus teater                |
| 1928 | Medverkande                 | Sådan är du, revy Karl-Ewert, John Botvid                              | Björn Hodell Calle Hagman | Folkets hus teater                |
| 1928 | Irma                        | Spindeln Fulton Oursler och Lowell Brentano                            |                           | Södra Teatern                     |

## Diskografi
- Bor du hemma hos din mamma med Thor Modéen och orkester
- Vågorna de börja rulla med Thor Modéen och orkester